# Abdoulaye Makhtar Diop
Pour les articles homonymes, voir Diop.
Ne doit pas être confondu avec Makhtar Diop.
Abdoulaye Makhtar Diop, né le 14 mars 1946 à Dakar, est un homme politique sénégalais ayant exercé les fonctions de ministre, de maire et de directeur de société nationale. Depuis 2013 il est Grand Serigne de Dakar.

## Formation
Étudiant en Histoire et Lettres modernes, puis licencié en droit public.
Il est admis à l’École nationale d’administration et de magistrature (ENAM), section administration, finance et économie, d’où il sort en 1975 avec le titre d'Administrateur civil.

## Carrière
De 1975 à 1978, il est adjoint au secrétaire général au ministère des Finances
De 1978 à 1980, il est le directeur de cabinet de Lamine Diack, maire de Dakar. 
En 1981, il est Secrétaire général de la SONEES.
Il a été l’adjoint au maire de Dakar, Mamadou Diop pendant 13 ans, de 1984 à 1996.
Le 5 avril 1988, il est ministre des sports sous la présidence de Abdou Diouf fraichement réélu.
Il a été directeur général de la Société nationale d'exploitation des eaux du Sénégal (SONEES) jusqu'à la privatisation de la société en 1996.
En 1996, il devient maire de Dakar-Plateau durant cinq années jusqu'à la dissolution des Conseils régionaux, municipaux et ruraux suite l'amendement Moussa Sy.
En 1998, il est Ministre de la Modernisation de l'État du gouvernement de Mamadou Lamine Loum.
Membre du parti socialiste, il est ensuite secrétaire général des Socialistes unis pour la renaissance du socialisme (SURS).
Depuis 2007, il est membre du comité éthique de la FIFA.
Le 11 janvier 2009, il annonce sa candidature à la mairie de Dakar à l’occasion des prochaines élections locales. Il démissionne du parti socialiste durant la campagne en raison du soutien par le parti d'un autre candidat, Mamadou Diop, ancien maire. Khalifa Sall, lui aussi du parti socialiste, est élu maire.
Depuis 2012, il est député de l'assemblée nationale sénégalaise.
Depuis 2013, il est Grand Seriñ de Dakar succédant au défunt Seriñ Ndakaru El hadji Bassirou Diagne Marème Diop.

## Famille
Abdoulaye Makhtar Diop, marié et père de famille est un Lébou issu d'une grande famille[réf. nécessaire]. 